# Tephrosia pumila
Tephrosia pumila är en ärtväxtart som först beskrevs av Jean-Baptiste de Lamarck, och fick sitt nu gällande namn av Christiaan Hendrik Persoon. Tephrosia pumila ingår i släktet Tephrosia och familjen ärtväxter.

## Underarter
Arten delas in i följande underarter:
- T. p. aldabrensis
- T. p. ciliata
- T. p. pumila